# ルーマニアのクリスマス
ルーマニアのクリスマス (ルーマニア語: Crăciunul în România) は他のキリスト教世界の国々同様に、12月24日、25日に祝われる主要な年次の祝祭である。クリスマスの祝賀はルーマニアのキリスト教化後に導入されたが、社会主義時代 (1948 - 1989) には宗教、イエス・キリスト、教会の概念は禁止された。民主化ともにルーマニアのクリスマスは再開され、よりお祭り色を強めた。
クリスマスの祝祭シーズンは11月30日の使徒アンドレイの日から始まり、1月7日のヨハネの祭日に終わる。この期間に祝われる主要な祝祭日として、12月1日の統一記念日、聖ニコライの日、聖イグナティの日、クリスマス・イブ、クリスマス当日、聖ステファンの日、大晦日、神現祭がある。

## 行事

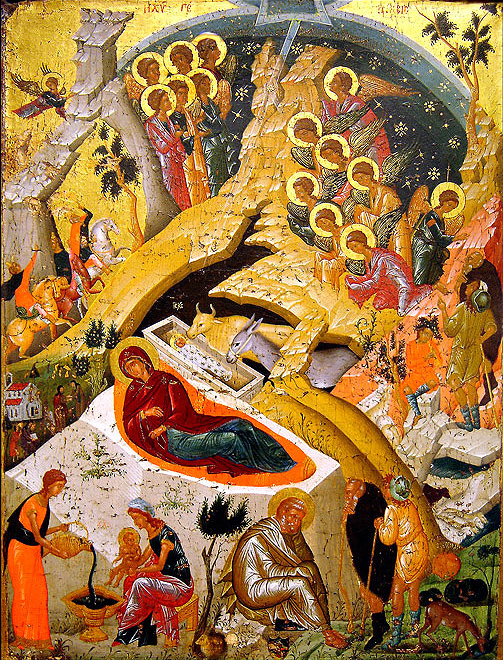
キリスト降誕を象徴するイコン

キリストの降誕を臨む所謂アドベント期（斎）の7週間はすべてのルーマニア正教会の信徒が守るべきものとされる。これは11月14日から始まり、クリスマス当日まで続けられる。この11月14日は伝統的に「禁欲が始まる日」 (Lăsata secului) と呼ばれる。この期間、動物を用いたすべての製品が禁じられる。また、水曜日と金曜日には他の種類も含めすべての油脂を口にしないとされる。ただし、期間中でも聖イグナティの日や統一記念日などの特別な日は魚や乳製品が食べられる。また、クリスマス・イブは救い主を遣わした神へと感謝する完全な禁欲日となる。これらすべては40日間（7-9日は除外される）行われ、ルーマニアの年間宗教行事としては復活祭に次いで2番目に長い禁欲期間となる。
この期間中の11月30日の使徒アンドレイの日よりルーマニアのクリスマスが始まる。言い伝えでは、この日すべての人は悪霊、怪物、呪いを家から遠ざけるために、家中の扉と窓の横にたくさんのニンニクと十字架像をぶら下げよと伝えられる。ストリゴイないし吸血鬼や狼男などの怪物が11月29日から30日の夜に現れるという言い伝えは、オオカミの夜 (不死者の夜、Noaptea lupului) としてよく知られている
翌12月1日は統一記念日（建国記念日、Ziua Marii Uniri）でルーマニアのナショナル・デーである。この日はルーマニア国民全体で祝われる。ブカレスト、アルバ・ユリアでルーマニア軍によるパレードが行われ、陸軍空軍の車両が披露されるとともに、ルーマニア国歌「目覚めよ、ルーマニア人!」が演奏される。ルーマニアの各都市では無料のコンサートやストリートフェスティバルが毎年開催される。テレビでは、特にはPro TVのルーマニアの著名人や重要人物にスポットライトを当てる番組など、数多くの特別番組が放送される。通常この日は花火で締めくくられる。
12月の始まりと共に、クリスマスのイルミネーションが街道中で点灯される。この夜モス・ニコラエ（Moş Nicolae、聖ニコライ）が訪れ、子供たちにプレゼントを届ける。子供たちは12月5日の深夜から翌6日の早朝までにプレゼントを受け取る。伝統的には、プレゼントは編み上げブーツの中に入れられる。プレゼントは一般的にはお菓子や本であるが、悪い子には木の棒が届く。
12月20日は聖イグナティの日である。この日よりクリスマス・イブの晩餐のために豚を切るなど、ルーマニアの人々は最後のクリスマスの準備を始める。ふつう、この日頃に公開市場やスーパーマーケットでクリスマス・ツリーが購入される。
12月24日のクリスマス・イブ (Noaptea de ajun) には、隣近所の子供たちが集ってクリスマス・キャロルを行う。この日、女性によってこどもたちのために、キャロルのごほうびのクッキーが焼かれる。通常はこの時までにはクリスマス・ツリーの飾りつけは終えておく。

## クリスマス・キャロル
クリスマスから新年にかけて、子供たちが集まって家から家へと渡りあるきコリンダ (Colindă) と呼ばれる伝統的なクリスマス・キャロルを歌ってはお菓子などのプレゼントをもらう風習がある。コリンダはキリスト降誕を祝うクリスマス・キャロルの一種であり、ルーマニア全土で行われる。古くから伝えられているコリンダは、地域ごとに特色があり各地で歌詞の一部やメロディのタイミングなどが異なる。恐らくはキリスト教化以前にあった冬至の祭であるサートゥルナーリア祭がルーツとなっている。

## クリスマス料理
クリスマスの晩餐には伝統料理であるサルマーレ（Sarmale、ロールキャベツ）などの豚肉料理や、クリスマスケーキとしてコゾナック（Cozonac、伝統的なケーキの一種）などが供される。
ルーマニアのクリスマスでは豚肉が珍重され、かつては（特に農村の）各家庭ではクリスマス前に豚を解体し晩餐に備えていたが、2017年現在では自ら解体する家庭は少なくなっている。